# Diócesis de Valparaíso
La diócesis de Valparaíso (en latín: Dioecesis Vallis Paradisi) es una circunscripción eclesiástica de la Iglesia católica en Chile. Se trata de una diócesis latina, sufragánea de la arquidiócesis de Santiago de Chile. Desde el 8 de junio de 2021 su obispo es Jorge Patricio Vega Velasco, de los Misioneros del Verbo Divino

## Territorio y organización
La diócesis tiene 4736 km² y extiende su jurisdicción sobre los fieles católicos de rito latino residentes en la región de Valparaíso en las provincias de: Valparaíso, Marga marga, Quillota e Isla de Pascua, y dos comunas de la provincia de San Antonio: El Quisco y Algarrobo.
La sede de la diócesis se encuentra en la ciudad de Valparaíso, en donde se halla la Catedral del Espíritu Santo.
En 2020 en la diócesis existían 29 parroquias agrupadas en 9 decanatos:
Decanato Juan XXIII
- Parroquia La Matriz, en Valparaíso
- Parroquia Catedral del Espíritu Santo, en Valparaíso
- Parroquia Jesús, el Buen Pastor, en Playa Ancha de Valparaíso
- Parroquia Medalla Milagrosa, en Playa Ancha de Valparaíso
- Parroquia Nuestra Señora de Puerto Claro, en Cerro Toro de Valparaíso
- Parroquia Nuestra Señora del Carmen, en Cerro Bellavista de Valparaíso
- Parroquia Nuestra Señora del Perpetuo Socorro, en Cerro Cordillera de Valparaíso
- Parroquia Nuestra Señora del Sagrado Corazón, en Cerro Mariposa de Valparaíso
- Parroquia San Luis Gonzaga, en Cerro Alegre de Valparaíso
- Parroquia San Judas Tadeo, en Cerro Cárcel de Valparaíso
- Parroquia San Vicente de Paul, en Playa Ancha de Valparaíso
- Parroquia Santa Cruz, en la isla de Pascua

Decanato Santa María del Almendral
- Parroquia Nuestra Señora de Andacollo, en Cerro Ramaditas de Valparaíso
- Parroquia Corazón de María, en Valparaíso
- Parroquia San Juan Bosco, en Valparaíso
- Parroquia Los Doce Apóstoles, en Valparaíso
- Parroquia Nuestra Señora del Pilar, en Cerro Larraín de Valparaíso
- Parroquia Sagrado Corazón, en Cerro Barón de Valparaíso
- Parroquia Nuestra Señora de Lourdes, en Cerro Placeres de Valparaíso
- Parroquia Nuestra Señora de la Esperanza, en Cerro Esperanza de Valparaíso
- Parroquia San Pablo, en Placilla de Valparaíso

Decanato Santa María del Mar
- Parroquia Inmaculada Concepción, en Cerro Castillo de Viña del Mar
- Parroquia Santa Inés, en Santa Inés de Viña del Mar
- Parroquia Nuestra Señora de los Dolores, en Viña del Mar
- Parroquia San Antonio, en Viña del Mar
- Parroquia San Benito, en Chorrillos de Viña del Mar
- Parroquia Virgen del Carmen, en Viña del Mar
- Parroquia Santa María de los Ángeles, en Reñaca de Viña del Mar
- Parroquia Nuestra Señora de las Mercedes, en Concón
- Parroquia Santa Filomena, en Quintero
- Parroquia Nuestra Señora del Rosario, en Puchuncaví
- Parroquia La Resurrección del Señor, en Ventanas de Puchuncaví

Decanato Viña Norte
- Parroquia Asunción de María, en Achupallas de Viña del Mar
- Parroquia Sagrado Corazón, en Miraflores de Viña del Mar
- Parroquia San Juan Evangelista, en Gómez Carreño de Viña del Mar
- Parroquia Jesucristo Misionero, en Reñaca Alto de Viña del Mar
- Parroquia San José, en Villa Dulce de Viña del Mar

Decanato Viña Sur
- Parroquia Madre de Dios, en Recreo de Viña del Mar
- Parroquia Nuestra Señora de Fátima, en Forestal de Viña del Mar
- Parroquia Nuestra Señora de Lourdes, en Miramar de Viña del Mar
- Parroquia San Miguel, en Recreo de Viña del Mar
- Parroquia San Rafael, en Nueva Aurora de Viña del Mar

Decanato Santa María del Marga Marga
- Parroquia Nuestra Señora del Rosario, en Quilpué
- Parroquia Santa María Madre de la Iglesia, en El Sol de Quilpué
- Parroquia Sagrados Corazones de Jesús y María, en Quilpué
- Parroquia San Pío X, en El Belloto] de Quilpué
- Parroquia San Felipe Neri, en Villa Alemana
- Parroquia San Nicolás de Bari, en Villa Alemana
- Parroquia La Asunción, en Peñablanca de Villa Alemana
- Parroquia Sagrado Corazón de Jesús, en Quilpué

Decanato La Santa Cruz del Valle
- Parroquia Nuestra Señora de Lourdes, en San Francisco de Limache
- Parroquia Santísima Trinidad, en Limache Viejo de Limache
- Parroquia Santa Cruz, en Limache Viejo de Limache
- Parroquia Nuestra Señora del Rosario, en Olmué
- Parroquia San Martín de Tours, en Quillota
- Parroquia Nuestra Señora de la Merced, en Quillota
- Parroquia Santa Teresita del Niño Jesús, en Said de Quillota
- Parroquia Nuestra Señora de los Desamparados, en Corvi de Quillota
- Parroquia San Isidro, en Charravata de La Cruz
- Parroquia Santa Cruz, en La Cruz

Decanato Nuestra Señora del Carmen del Valle del Aconcagua
- Parroquia Santo Nombre de Jesús, en La Calera
- Parroquia San José, en P. Cemento El Melón de La Calera
- Parroquia San Nicolás de Tolentino, en Hijuelas
- Parroquia Nuestra Señora del Carmen, en Nogales
- Parroquia Santa Isabel de Hungría, en El Melón de Nogales

Decanato Purísima de Lo Vásquez
- Parroquia Santa Bárbara, en Casablanca
- Parroquia Nuestra Señora de las Mercedes, en Lagunillas de Valparaíso
- Parroquia La Purificación, en Algarrobo
- Parroquia San Juan Evangelista, en El Quisco
- Santuario de Nuestra Señora Purísima de Lo Vásquez, en Lo Vásquez de Casablanca

## Historia
En 1600 fue erigida la parroquia La Matriz en Valparaíso. 
La misión sui iuris de Valparaíso fue erigida el 2 de noviembre de 1872, obteniendo el territorio de la arquidiócesis de Santiago de Chile. Fue establecida debido al crecimiento de la ciudad y su puerto por el arzobispo de Santiago, Rafael Valentín Valdivieso como vicaría foránea de Valparaíso, siendo su primer vicario foráneo, que además compartía el título de cura del Salvador (parroquia La Matriz), Mariano Casanova.
El 18 de octubre de 1925 la misión sui iuris fue elevada a diócesis con la bula Apostolicis muneris ratio del papa Pío XI. Su primer obispo fue Eduardo Gimpert Paut. Como primer obispo debió preocuparse de su organización, para lo cual creó muchas parroquias. En marzo de 1928 creó la Universidad Católica de Valparaíso. 
Al fallecer Gimpert en 1937 a los 70 años fue designado administrador Prudencio Contardo Ibarra, hasta que tomó posesión de la diócesis Rafael Lira Infante, quien se desempeñaba como obispo de Rancagua. Lira se preocupó de administrar personalmente los bienes y de finalizar las obras de la Catedral, iniciadas por Gimpert, la cual fue consagrada en 1950. 
En 1959, tras la muerte de Lira Infante, asumió Raúl Silva Henríquez, hasta que el papa Juan XXIII lo designó como arzobispo de Santiago en 1961. El papa entonces nombró como obispo de Valparaíso al, hasta entonces, administrador de la arquidiócesis de Santiago, Emilio Tagle Covarrubias, siendo este tratado como "arzobispo-obispo" de Valparaíso. Se dedicó a la parte estructural de la diócesis, creando 19 parroquias, pero su más grande ocupación fueron las vocaciones sacerdotales, por lo que creó el Seminario Pontificio Mayor San Rafael. 
En 1981 cedió la parroquia del municipio de Llaillay a la diócesis de San Felipe.
En 1983 Juan Pablo II designó como obispo de Valparaíso a Francisco de Borja Valenzuela Ríos, quién era arzobispo de Antofagasta, por lo que al igual que su predecesor fue llamado "arzobispo-obispo"; estuvo a la cabeza de la diócesis por casi 10 años, siendo reemplazado en 1993 por Jorge Medina Estévez, quién estuvo solo 3 años, ya que fue creado cardenal y llamado a Roma.
En su reemplazo se designó a Francisco Javier Errázuriz Ossa, quien, al igual que su antecesor, posteriormente fue creado cardenal y nombrado arzobispo de Santiago. En 1998 fue designado Gonzalo Duarte García de Cortázar, quien se desempeñó como obispo de Valparaíso hasta  2018. 
El 5 de enero de 2002 la diócesis se amplió, extendiendo su jurisdicción sobre la isla de Pascua, que pertenecía a la diócesis de Villarrica.
El 8 de junio de 2021, el papa Francisco designó a Jorge Vega Velasco como obispo de la diócesis, quien tomó posesión de la sede el 15 de julio de 2021.
Muchos de los vicarios y obispos de Valparaíso han sido llamados a ocupar el birrete cardenalicio o a desempeñarse como arzobispo de Santiago, así es el caso de Mariano Casanova, vicario foráneo entre 1872 y 1885, en que León XIII lo nombró arzobispo de Santiago, o de Juan Ignacio González Eyzaguirre, vicario foráneo entre 1899 y 1906 año en que asume el arzobispado de Santiago, sucediendo a Casanova. También Raúl Silva Henríquez fue obispo de Valparaíso entre 1959 y 1961, fue arzobispo cardenal de Santiago, Jorge Medina Estévez obispo entre 1993 y 1996, fue creado cardenal por Juan Pablo II para trabajar en las congregaciones de la Curia Romana, su sucesor, Francisco Javier Errázuriz Ossa fue obispo entre 1996 y 1998, hasta que fue designado arzobispo de Santiago y creado cardenal.

## Estadísticas
Según el Anuario Pontificio 2021 la diócesis tenía a fines de 2020 un total de 1 033 670 fieles bautizados.
| Año                                                                             | Población            | Población | Población      | Sacerdotes | Sacerdotes    | Sacerdotes    | Bautizados por sacerdote | Diáconos permanentes | Religiosos | Religiosos | Parroquias |
| Año                                                                             | Bautizados católicos | Total     | % de católicos | Total      | Clero secular | Clero regular | Bautizados por sacerdote | Diáconos permanentes | Varones    | Mujeres    | Parroquias |
| ------------------------------------------------------------------------------- | -------------------- | --------- | -------------- | ---------- | ------------- | ------------- | ------------------------ | -------------------- | ---------- | ---------- | ---------- |
| 1949                                                                            | 390 000              | 400 000   | 97.5           | 214        | 75            | 139           | 1822                     |                      | 190        | 500        | 32         |
| 1965                                                                            | 643 000              | 715 000   | 89.9           | 253        | 77            | 176           | 2541                     |                      | 248        | 499        | 57         |
| 1968                                                                            | 600 000              | 750 000   | 80.0           | 236        | 85            | 151           | 2542                     |                      | 237        | 461        | 59         |
| 1973                                                                            | 660 000              | 750 000   | 88.0           | 183        | 73            | 110           | 3606                     | 15                   | 170        | 510        | 70         |
| 1977                                                                            | 680 000              | 780 000   | 87.2           | 192        | 72            | 120           | 3541                     | 15                   | 196        | 504        | 69         |
| 1990                                                                            | 826 000              | 1 033 000 | 80.0           | 175        | 72            | 103           | 4720                     | 18                   | 150        | 344        | 68         |
| 1999                                                                            | 817 500              | 1 090 000 | 75.0           | 180        | 74            | 106           | 4541                     | 29                   | 155        | 351        | 66         |
| 2000                                                                            | 817 500              | 1 090 000 | 75.0           | 182        | 80            | 102           | 4491                     | 29                   | 137        | 323        | 67         |
| 2001                                                                            | 817 500              | 1 144 594 | 71.4           | 196        | 86            | 110           | 4170                     | 35                   | 126        | 310        | 68         |
| 2002                                                                            | 960 000              | 1 200 000 | 80.0           | 206        | 84            | 122           | 4660                     | 34                   | 147        | 332        | 70         |
| 2003                                                                            | 918 488              | 1 148 111 | 80.0           | 191        | 87            | 104           | 4808                     | 34                   | 143        | 349        | 69         |
| 2004                                                                            | 918 488              | 1 148 111 | 80.0           | 198        | 102           | 96            | 4638                     | 37                   | 148        | 302        | 69         |
| 2010                                                                            | 932 000              | 1 259 000 | 74.0           | 195        | 93            | 102           | 4779                     | 46                   | 157        | 313        | 69         |
| 2014                                                                            | 966 000              | 1 304 000 | 74.1           | 171        | 86            | 85            | 5649                     | 71                   | 133        | 273        | 69         |
| 2017                                                                            | 996 108              | 1 345 160 | 74.1           | 153        | 82            | 71            | 6510                     | 78                   | 102        | 228        | 69         |
| 2020                                                                            | 1 033 670            | 1 396 700 | 74.0           | 106        | 67            | 39            | 9751                     | 89                   | 65         | 153        | 69         |
| Fuente: Catholic-Hierarchy, que a su vez toma los datos del Anuario Pontificio. |                      |           |                |            |               |               |                          |                      |            |            |            |

## Episcopologio

### Superiores de la misiónsui iuris
- Mariano Casanova y Casanova † (2 de noviembre de 1872-1885 renunció)
- Salvador Donoso Rodríguez † (1885-8 de agosto de 1892 falleció)
- Manuel Tomás Mesa † (12 de septiembre de 1892-1894 renunció)
- Ramón Ángel Jara Ruz † (13 de marzo de 1894-2 de mayo de 1898 nombrado obispo de San Carlos de Ancud)
- Juan Ignacio González Eyzaguirre † (1899-10 de marzo de 1906 renunció)
- Eduardo Gimpert Paut † (10 de marzo de 1906-18 de octubre de 1925 nombrado obispo)

### Obispos de Valparaíso
- Eduardo Gimpert Paut † (18 de octubre de 1925-29 de agosto de 1937 falleció)
- Rafael Lira Infante † (18 de marzo de 1938-26 de octubre de 1958 falleció)
- Raúl Silva Henríquez, S.D.B. † (24 de octubre de 1959-14 de mayo de 1961 nombrado arzobispo de Santiago de Chile)
- Emilio Tagle Covarrubias † (22 de mayo de 1961-3 de mayo de 1983 retirado)
- Francisco de Borja Valenzuela Ríos † (3 de mayo de 1983-16 de abril de 1993 retirado)
- Jorge Arturo Medina Estévez † (16 de abril de 1993-21 de junio de 1996 nombrado proprefecto de la Congregación para el Culto Divino y la Disciplina de los Sacramentos)
- Francisco Javier Errázuriz Ossa, P. di Schönstatt (24 de septiembre de 1996-24 de abril de 1998 nombrado arzobispo de Santiago de Chile)
- Gonzalo Duarte García de Cortázar, SS.CC. (4 de diciembre de 1998-11 de junio de 2018 retirado)
  - Sede vacante (2018-2021)[nota 1]
- Jorge Patricio Vega Velasco, S.V.D., desde el 8 de junio de 2021